# Hematometra
La hematometra (del griego haimato- "sangre" + -mētrā "matriz" "útero") es el acúmulo de sangre menstrual en el útero, o de loquios uterinos, no evacuados a través del cuello uterino.

## Etiología
Se produce por la obstrucción mecánica al paso de la sangre menstrual por enfermedades ginecológicas congénitas (imperforación de himen, tabique vaginal transverso o agenesia de vagina con útero funcional) o por procesos que obliteren el cuello del útero (estenosis cervical secundaria a técnicas quirúrgicas, cáncer de cuello, endometrio, fibromas cervicales, restos ovulares abortivos).

## Diagnóstico
Se produce dilatación de la cavidad uterina, demostrable por examen físico y ecografía. Como complicación, puede haber colección hemática en las trompas de Falopio (hematosalpinx) y derrame de sangre a cavidad peritoneal a través del orificio túbario. 

## Tratamiento
Generalmente se trata con dilatación cervical instrumental; y el uso de fármacos uterotónicos y oxitócicos.